# Nina Nikolajewna Watolina
Nina Nikolajewna Watolina (russisch Нина Николаевна Ватолина; * 6. Märzjul. / 19. März 1915greg. in Kolomna, Russisches Kaiserreich; † 12. August 2002 in Moskau, Russland) war eine sowjetische Plakatkünstlerin.
Von Nina Watolina stammen einige der bekanntesten Agitationsplakate des deutsch-sowjetischen Krieges. Im Jahr 1941 schuf sie, gemeinsam mit ihrem damaligen Ehemann Nikolai Denissow, das sehr weit verbreitete Plakat „Ne boltaj!“ („Schwätz nicht!“). Es ist mit Zeilen aus einem Gedicht von Samuil Marschak versehen: „Sei auf der Hut – // in diesen Tagen // haben selbst Wände Ohren, // nicht weit ist’s von Geschwätz // und Gerücht // bis zum Verrat.“

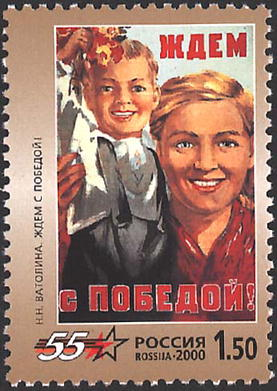
„Wir warten auf den Sieg“ (Ждём с победой); Plakat von 1945 auf einer russischen Briefmarke von 2000